# 納瓦拉的卡特琳
卡特琳·德·納瓦拉（法語：Catherine de Navarre；1468年—1517年2月12日）是1483年至1517年期間納瓦拉王國的女王。她同時是甘迪亚、蒙布朗與佩尼亚菲耶尔公爵夫人；富瓦、比戈尔與里瓦戈尔萨伯爵夫人和貝阿恩子爵夫人。

## 簡歷
卡特琳是富瓦的加斯東與瓦盧瓦的瑪格達萊納（法王路易十一的妹妹）年紀最小的女兒。她在外曾祖父、亞拉岡國王胡安二世在位期間出生和成長，由於父親早逝，在胡安二世和祖母萊昂諾爾先後去世後由弟弟法蘭西斯科加冕為納瓦拉國王。不過不久法蘭西斯科也夭折，卡特琳於是繼位為納瓦拉女王。
在她統治期間，納瓦拉進一步被阿拉貢王國以及往後的卡斯提爾王國的軍事力量威脅。她的舅祖父斐迪南二世最後以她的共治丈夫胡安三世奉行中立、而非結盟以對抗法蘭西為藉口，要求教宗對胡安施行絕罰，接著在1512年7月21日出兵納瓦拉。納瓦拉王室節節敗退，最後王室在庇里牛斯山以北的下納瓦拉繼續統治，而南方領土上納瓦拉則被斐迪南二世兼併，他也被加冕為納瓦拉國王。斐迪南死後，上納瓦拉依然是西班牙的領土，直到今日。